# Zodia chrysosperma
Zodia chrysosperma là một loài bướm đêm thuộc họ Choreutidae. Nó được tìm thấy ở Brasil.